# Август Кундт
Август Адольф Едуард Еберхард Кундт (нім. August Adolph Eduard Eberhard Kundt; 18 листопада 1839  — 21 травня 1894)  — відомий німецький фізик.

## Біографія
Август Кундт вступив у 1860 році у Лейпцизький університет, але незабаром перейшов до Берлінського університету, де почав займатися в тільки що відкритій відомим фізиком Магнусом фізичній лабораторії, спочатку як учень, а потім і як асистент. Незважаючи на більш ніж скромне початкове оснащення нової лабораторії, робота в ній кипіла. Можливо частково через те, що все в лабораторії треба було створювати самому, Кундт став відмінним експериментатором. У 1867 р. Кундт почав читати лекції у Берлінському університеті як приват-доцент, через рік його запросили профессором у Цюрихський університет, а ще через два роки перейшов до Вюрцбурзького університету. Але незадовго внаслідок оголошення війни в 1870 р., Кундт повинен був вступити в ряди діючої армії. Йому довелося взяти участь під командою генерала Вердера в облозі Страсбурга, в якому менш ніж через два роки був відкритий німецький університет і Кундту було доручено облаштувати при ньому фізичний інститут, що він блискуче виконав. Слава Кундта, як видатного лектора і талановитого вченого, приваблювала до нього масу молодих вчених всіх національностей. Серед учнів Кундта були відомі фізики Вільгельм Конрад Рентген та Іван Пулюй.
У 1888 році Кундт був запрошений в Берлінський університет на кафедру фізики як наступник відомого Германа фон Гельмгольца. Тут він продовжував свою наукову та педагогічну діяльність серед численних учнів, які переселилися разом з ним із Страсбурга. У 1893 році у Кундта виявилася хвороба серця, яка і стала причиною його смерті у 1894 р.

## Науковий внесок
Наукові роботи Кундта відрізняються новизною і разом з тим дотепністю та простотою застосованого в них методу дослідження. Одна з перших його робіт (1867—1868), що відкрила новий шлях для досліджень, відноситься до визначення швидкості звуку в газах і твердих тілах за допомогою скляних трубок, в яких лікоподій або дуже дрібний пісок, при утворенні всередині трубок стоячих хвиль, розташовувалися правильним чином (фігури Кундта); знаючи звідси довжину хвилі і висоту тону, можна було обчислити швидкість поширення звуку. Другою видатною роботою Кундта було дослідження аномальної дисперсії. Неправильне розташування кольорових смуг у призматичному спектрі, яке відповідало речовинам, що сильно поглинали світло, досліджувалося Кундтом за допомогою так званих перехресних призм. Також досить важливі роботи Кундта про магнітне обертання площини поляризації світла в металах (заліза, нікелю, кобальту), обложених електролітичним шляхом тонкими, прозорими шарами на склі, і про показники заломлення металів (Ag, Au, Fe, Ni, Pt, Cu), визначених за допомогою пропускання променів світла через прозорі металеві призми отримані також електролітично. Крім цих найголовніших досліджень Кундта, варті уваги його роботи про внутрішнє тертя газів, їхню теплопровідність, про подвійне променезаломлення в рідинах, що обертаються, про явища Керра і Холла і т. д.